# Заварухин, Николай Николаевич
Николай Николаевич Заварухин (род. 18 марта 1975, Уфа) — российский хоккеист, тренер.

## Игровая карьера
Начал карьеру в родной Уфе, дебютировав за «Салават Юлаев» в сезоне 1993/94. Был выбран на Драфте НХЛ 1993 года в седьмом раунде под 169-м номером клубом «Нью-Джерси Девилз». Затем перешел в ЦСКА, где играл до сезона 1996/97. Вернулся в «Салават Юлаев» в сезоне 1996/97, где выступал в РХЛ, также провёл несколько матчей за фарм-клуб «Новойл» в первой лиге. В сезоне 1999/2000 перешел в казанский «Ак Барс», где сыграл один сезон. В сезоне 2000/01 выступал за тольяттинскую «Ладу», провел две игры за сборную России на Кубке Балтики-2000. Сезон 2001/02 начал в «Салавате Юлаеве», где играл до сезона 2004/05. После отправился в «Металлург» Магнитогорск, в котором отыграл один сезон и вернулся в Уфу. В составе «Салавата Юлаева» выиграл золотые медали последнего сезона Суперлиги. Завершил игровую карьеру в составе «Металлурга» в 2009 году, сыграв в первом сезоне КХЛ.

## Игровая статистика

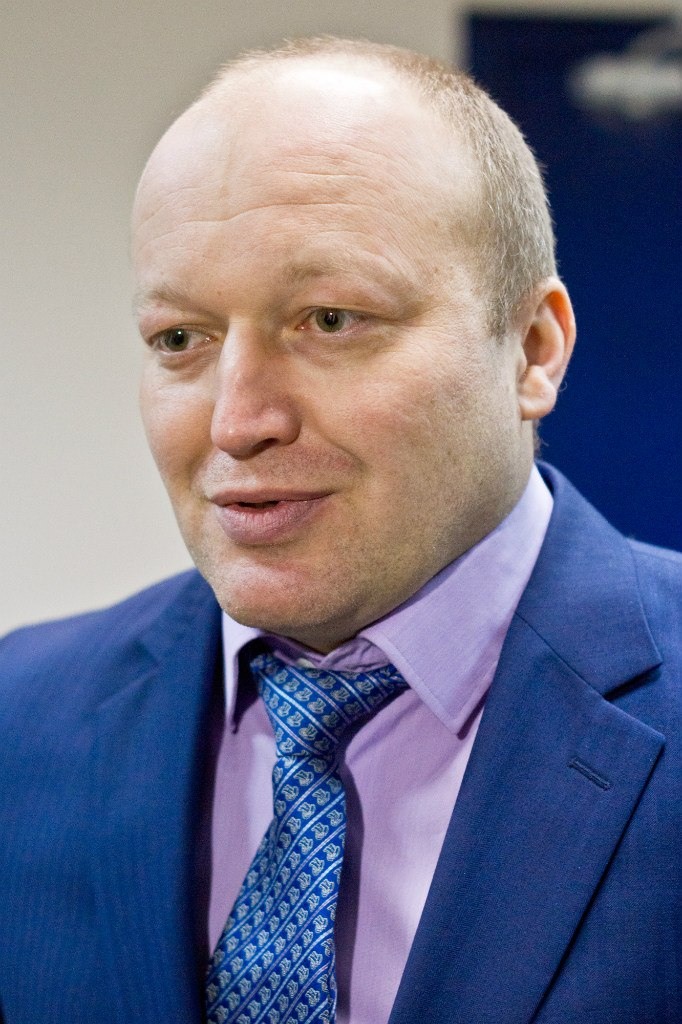
Николай Заварухин

| Турнир                                                                    | Клуб                     | И  | Г  | П  | О  |
| МХЛ-1993/1994                                                             | Салават Юлаев            | 45 | 8  | 8  | 16 |
| МХЛ-1994/1995                                                             | ЦСКА                     | 35 | 5  | 5  | 10 |
| Открытый Чемпионат России-1994/1995. Зона Центр                           | ЦСКА-2                   | 2  | 1  | 2  | 3  |
| Кубок МХЛ-1995                                                            | ЦСКА                     | 2  | 0  | 0  | 0  |
| МХЛ-1995/1996                                                             | ЦСКА                     | 50 | 8  | 5  | 13 |
| Чемпионат России-1995/1996. Зона «Центр-1»                                | ЦСКА-2                   | 3  | 3  | 3  | 9  |
| Кубок МХЛ-1996                                                            | ЦСКА                     | 3  | 0  | 0  | 0  |
| Российская хоккейная лига-1996/1997                                       | Салават Юлаев            | 43 | 14 | 10 | 24 |
| Чемпионат России. Первая лига-1996/1997. Зона «Урал»                      | Новойл                   | 2  | 2  | 3  | 5  |
| Российская хоккейная лига-1997. Плей-офф                                  | Салават Юлаев            | 10 | 1  | 2  | 3  |
| Российская хоккейная лига-1997/1998                                       | Салават Юлаев            | 37 | 6  | 14 | 20 |
| Чемпионат России. Первая лига-1997/1998. Зона «Урал»                      | Новойл                   | 1  | 1  | 0  | 1  |
| Российская хоккейная лига. Суперлига-1998/1999. Первый этап               | Салават Юлаев            | 42 | 9  | 17 | 26 |
| Российская хоккейная лига. Суперлига-1999. Плей-офф                       | Салават Юлаев            | 4  | 1  | 1  | 3  |
| Чемпионат России. Суперлига-1999/2000. Первый этап                        | Ак Барс                  | 20 | 3  | 5  | 8  |
| Чемпионат России. Первая лига. Регион «Поволжье»-1999/2000                | Ак Барс-2                | 2  | 0  | 2  | 2  |
| Континентальный кубок. Третий раунд-1999. Группа P                        | Ак Барс                  | 3  | 0  | 2  | 2  |
| Чемпионат России. Суперлига-2000. Плей-офф                                | Ак Барс                  | 14 | 2  | 5  | 7  |
| Чемпионат России. Суперлига-2000/2001. Первый этап                        | Лада                     | 27 | 10 | 8  | 18 |
| Кубок Балтики-2000                                                        | Россия                   | 2  | 0  | 0  | 0  |
| Чемпионат России. Суперлига-2001. Второй этап. 1-6 место                  | Лада                     | 4  | 0  | 1  | 1  |
| Чемпионат России. Суперлига-2001. Плей-офф                                | Лада                     | 5  | 0  | 0  | 0  |
| Чемпионат России. Суперлига-2001/2002                                     | Салават Юлаев            | 34 | 6  | 10 | 16 |
| Первенство России. Первая лига. Регион «Урал — Западная Сибирь»-2001/2002 | Салават Юлаев-2          | 4  | 3  | 2  | 5  |
| XI Мемориал Ромазана-2002                                                 | Салават Юлаев            | 3  | 2  | 0  | 2  |
| Чемпионат России. Суперлига-2002/2003                                     | Салават Юлаев            | 51 | 11 | 18 | 29 |
| Чемпионат России. Суперлига-2003.Плей-офф                                 | Салават Юлаев            | 2  | 0  | 0  | 0  |
| XII Мемориал Ромазана-2003                                                | Салават Юлаев            | 3  | 1  | 0  | 1  |
| Чемпионат России. Суперлига-2003/2004                                     | Салават Юлаев            | 60 | 9  | 21 | 30 |
| XIII Мемориал Ромазана-2004                                               | Салават Юлаев            | 3  | 0  | 0  | 0  |
| Чемпионат России. Суперлига-2004/2005                                     | Салават Юлаев            | 47 | 12 | 19 | 31 |
| Чемпионат России. Суперлига-2004/2005                                     | Металлург (Магнитогорск) | 7  | 2  | 2  | 4  |
| Чемпионат России. Суперлига-2005. Плей-офф                                | Металлург (Магнитогорск) | 5  | 1  | 2  | 3  |
| XIV Мемориал Ромазана-2005                                                | Салават Юлаев            | 2  | 1  | 0  | 1  |
| Чемпионат России. Суперлига-2005/2006. Первый этап                        | Салават Юлаев            | 37 | 2  | 20 | 22 |
| Чемпионат России. Суперлига-2006. Плей-офф                                | Салават Юлаев            | 6  | 1  | 2  | 3  |
| Чемпионат России. Суперлига-2006/2007. Первый этап                        | Салават Юлаев            | 51 | 6  | 20 | 26 |
| Чемпионат России. Суперлига-2007. Плей-офф                                | Салават Юлаев            | 8  | 1  | 4  | 5  |
| Чемпионат России. Суперлига-2007/2008                                     | Салават Юлаев            | 45 | 7  | 11 | 18 |
| Чемпионат России. Суперлига-2008. Плей-офф                                | Салават Юлаев            | 4  | 0  | 1  | 1  |
| КХЛ-2008/2009.                                                            | Металлург (Магнитогорск) | 54 | 5  | 18 | 23 |
| Лига Чемпионов-2008/2009                                                  | Металлург (Магнитогорск) | 8  | 0  | 2  | 2  |
| КХЛ-2009.Плей-офф                                                         | Металлург (Магнитогорск) | 11 | 1  | 0  | 1  |

## Тренерская карьера
В 2009 году вошел в тренерский штаб нефтекамского «Батыра» из МХЛ-Б. В 2013 году получил предложение из Новосибирска и возглавил молодежный клуб «Сибирские Снайперы». Под его руководством команда впервые вышла в плей-офф МХЛ. В следующем сезоне стал тренером в нефтекамском «Торосе», но в результате неуспешного выступления клуба после расторжения контракта вернулся в молодежку «Сибири». В сезоне 2015/2016 вошёл в тренерский штаб нижнекамского «Нефтехимика» из КХЛ. Но уже по ходу этого сезона отправился работать в Екатеринбург, войдя в штаб «Автомобилиста». В апреле 2019 года занял пост главного тренера «Сибири». 6 апреля 2021 года стало известно, что клуб не продлит контракт с Заварухиным.
1 мая 2021 года вновь вошел в тренерский штаб «Автомобилиста». После увольнения Билла Питерса 30 ноября 2021 года назначен главным тренером «Автомобилиста».

## Тренерская статистика
| Чемпионат                                         | Клуб               | Должность                  |
| МХЛ-Б-2011/2012. Дивизион «Центр»                 | Батыр              | Тренер                     |
| МХЛ-Б-2012. Плей-офф                              | Батыр              | Тренер                     |
| Турнир ко Дню физкультурника-2012                 | Батыр              | Тренер                     |
| МХЛ-Б-2012/2013. Дивизион Поволжье                | Батыр              | Тренер                     |
| МХЛ-Б-2013. Плей-офф                              | Батыр              | Тренер                     |
| Турнир памяти Белосохова −2013                    | Сибирские Снайперы | Главный тренер             |
| Турнир памяти-2013                                | Сибирские Снайперы | Главный тренер             |
| МХЛ-2013/2014. Конференция «Восток»               | Сибирские Снайперы | Главный тренер             |
| МХЛ-2014. Плей-офф                                | Сибирские Снайперы | Главный тренер             |
| Турнир памяти В. С. Тарасова-2014                 | Торос(Нефтекамск)  | Старший тренер             |
| ВХЛ-2014/2015                                     | Торос              | Старший тренер             |
| МХЛ-2014/2015. Конференция «Восток»               | Сибирские Снайперы | Главный тренер             |
| МХЛ-2015. Плей-офф                                | Сибирские Снайперы | Главный тренер             |
| Турнир на призы председателя Бобруйского ГИК-2015 | Сибирские Снайперы | Главный тренер             |
| Турнир Памяти Белосохова-2015                     | Сибирские Снайперы | Главный тренер             |
| МХЛ-2015/2016. Конференция «Восток»               | Сибирские Снайперы | Главный тренер             |
| КХЛ-2015/2016                                     | Нефтехимик         | Тренер                     |
| КХЛ-2016. Плей-офф                                | Нефтехимик         | Тренер                     |
| КХЛ-2016/2017                                     | Нефтехимик         | Тренер                     |
| КХЛ-2016/2017                                     | Автомобилист       | Старший тренер             |
| Мемориал Виктора Блинова-2017                     | Автомобилист       | Старший тренер             |
| КХЛ-2017/2018                                     | Автомобилист       | Старший тренер             |
| КХЛ-2018. Плей-офф                                | Автомобилист       | Старший тренер             |
| Кубок Губернатора Нижегородской области-2018      | Автомобилист       | Старший тренер             |
| Кубок Республики Башкортостан-2018                | Автомобилист       | Старший тренер             |
| КХЛ-2018/2019                                     | Автомобилист       | Старший тренер             |
| КХЛ-2019. Плей-офф                                | Автомобилист       | Старший тренер             |
| КХЛ-2019/2020                                     | Сибирь             | Главный тренер             |
| КХЛ-2020. Плей-офф                                | Сибирь             | Главный тренер             |
| КХЛ-2020/2021                                     | Сибирь             | Главный тренер             |
| КХЛ-2021/2022                                     | Автомобилист       | Ассистент главного тренера |
| КХЛ-2022/2023                                     | Автомобилист       | Главный тренер             |
| КХЛ-2023. Плей-офф                                | Автомобилист       | Главный тренер             |

## Достижения
- 1993 — серебряный призер чемпионата Европы в составе юниорской сборной России
- 1994 — бронзовый призер чемпионата мира в составе молодежной сборной России
- 1995 — серебряный призер чемпионата мира в составе молодежной сборной России
- 1997 — бронзовый призер первенства МХЛ в составе команды «Салават Юлаев»
- 1999 — обладатель «Кубка „Балтики“» в составе сборной России
- 2000 — серебряный призер первенства России в составе команды «Ак Барс»
- 2004 — лучший бомбардир команды «Салават Юлаев»
- 2007 — «Самый полезный игрок клуба» в составе «Салавата Юлаева»
- 2008 — «Самый преданный игрок клуба» в составе «Салавата Юлаев»
- 2008 — чемпион России в составе «Салавата Юлаева»
- 2009 — бронзовый призер чемпионата КХЛ в составе «Металлурга» Магнитогорск
- 2024 — бронзовый призер чемпионата КХЛ в роли главного тренера «Автомобилиста»

## Семья
Отец Николай Заварухин — также хоккеист, родился в Челябинске 26 марта 1944 года. Большую часть карьеры выступал за «Салават Юлаев». Двоюродный брат Алексей Заварухин известен по выступлениям за челябинский «Трактор» и новосибирскую «Сибирь». Тренер.